# Tractament de xoc
Tractament de xoc (títol original en francès: Traitement de choc) és un thriller franco-italià dirigit per Alain Jessua, estrenat el 1973. Ha estat doblat al català.

## Argument
Hélène Masson, soltera de trenta-vuit anys que ha fet fortuna en el prêt-à-porter, es troba a la vora de la depressió després que el seu amant hagi decidit deixar-la per a una dona més jove. Va a reunir-se amb el seu amic Jérôme, que segueix una cura de rejoveniment molt costosa a l'institut de talassoteràpia del doctor Devilers. Es veu a poc a poc que el personal de servei de l'institut, format per joves portuguesos, té un comportament almenys estrany. A més, el doctor Devilers fa ben estranyes experiències al seu establiment…

## Repartiment
- Annie Girardot: Hélène Masson
- Alain Delon: Doctor Devilers
- Michel Duchaussoy: Doctor Bernard
- Robert Hirsch: Jérôme Savignat
- Jeanne Colletin: Camille Giovanelli
- Jean-François Calvé: Mè René Gassin
- Gabriel Cattand: procurador De Boissière
- Robert Party: coronel de Riberolles
- Jean Roquel: Marcel Lussac
- Roger Muni: Paul Giovanelli
- Lucienne Legrand: Lise de Riberolle
- Anne-Marie Deschodt: Henriette Lussac
- Jean Leuvrais: el comissari
- Nicole Gueden: la del cafè
- Guy Saint-Jean: el del caf+e
- Anna Gaylor: Denise
- Jurandin Craveiro: Manoel
- João Pereira Lopez: João
- Salvino Di Pietra
- François Landolt
- Gabriella Cotta Ramusino
- Alvaro Luis Carrasquinha
- Mauricette Pierson
- Firmin/Jacques Pisias: l'infermer
- Jacques Santi: el Quérec (no surt als crèdits)

## Al voltant de la pel·lícula[calcitació]
- Alain Jessua va tenir la idea d'aquesta pel·lícula gràcies a una experiència personal:

| « | Em vaig trobar en la situació d'Annie Girardot. Vaig fer unes vacances a una casa de repòs a la Bretanya. Al cap de quatre dies, en tenia prou. He deixat anar la meva imaginació i he pensat que seria divertit rodar una pel·lícula en un institut d'aquest gènere. | » |

- el film és resté célèbre per les scènes a lesquelles les deux actors principaux apparaissent entièrement nus. Les exteriors ont estiu tournés a Belle-Île-en-Mer.
- La pel·lícula és famosa per les escenes en les quals els dos actors principals surten completament nus. Els exteriors han estat rodats a Belle-Île-en-Mer.